# دكتوتة
دِكْتُوتَة هو جنس من الأعشاب البحرية البنية في فصيلة الدكتوتات. توجد الأنواع في الغالب في البحار الاستوائية وشبه الاستوائية ، ومن المعروف أنها تحتوي على العديد من المواد الكيميائية (diterpenes) التي لها قيمة طبية محتملة. حُدِّدَ نحو 237 نوع مختلف من جميع أنحاء الجنس في نهاية عام 2017.